# Tineke Bot
Catherina Francisca (Tineke) Bot (Hilversum, 17 juni 1945) is een Nederlandse beeldhouwster en schilderes.

## Leven en werk
Tineke Bot is autodidact. Ze leerde beeldhouwen van Mari Andriessen en bronsgieten bij bekende Nederlandse bronsgieters. Van Bob Hoope leerde ze tekenen en schilderen. In 1970 begon Bot haar atelier in Hilversum. Sinds haar eerste solo-expositie in Laren in 1974, heeft ze al meerdere keren in binnen- en buitenland geëxposeerd. Sinds 1994 woont ze in Frankrijk.
Bot maakt vooral figuratieve, bronzen beelden, waarbij lichaam en spiritualiteit van de mens centraal staan. Naast beelden maakt ze ook aquarellen en grafiek.

## Werken (selectie)
- 1975 : De Beugelaar, Nieuwegein
- 1978 : Meisje met haan, Middenbaan in Barendrecht en Doetinchem
- 1978 : Muse en Naar 't Loo, Heerenweg in Heiloo
- 1980 : Wasvrouwtjes, Borculo
- 1981 : De Koerierster, Noorderplantage in Leeuwarden
- 1985 : Elegance, Marktstraat in Assen
- 1988 : Anna-Claire, Markt in Helmond
- 1988 : Meisje met fiets, Barneveld
- 1988 : Schapen, Dorpsstraat in Blaricum
- 1992 : Het gezin, Uddel
- 1996 : Schepping, Hilversum
- 19?? : Meisje met ganzen, 's Graveland
- 19?? : Pandor, Willibrordusweg in Heiloo
- 19?? : Reine, Hellevoetsluis

## Fotogalerij

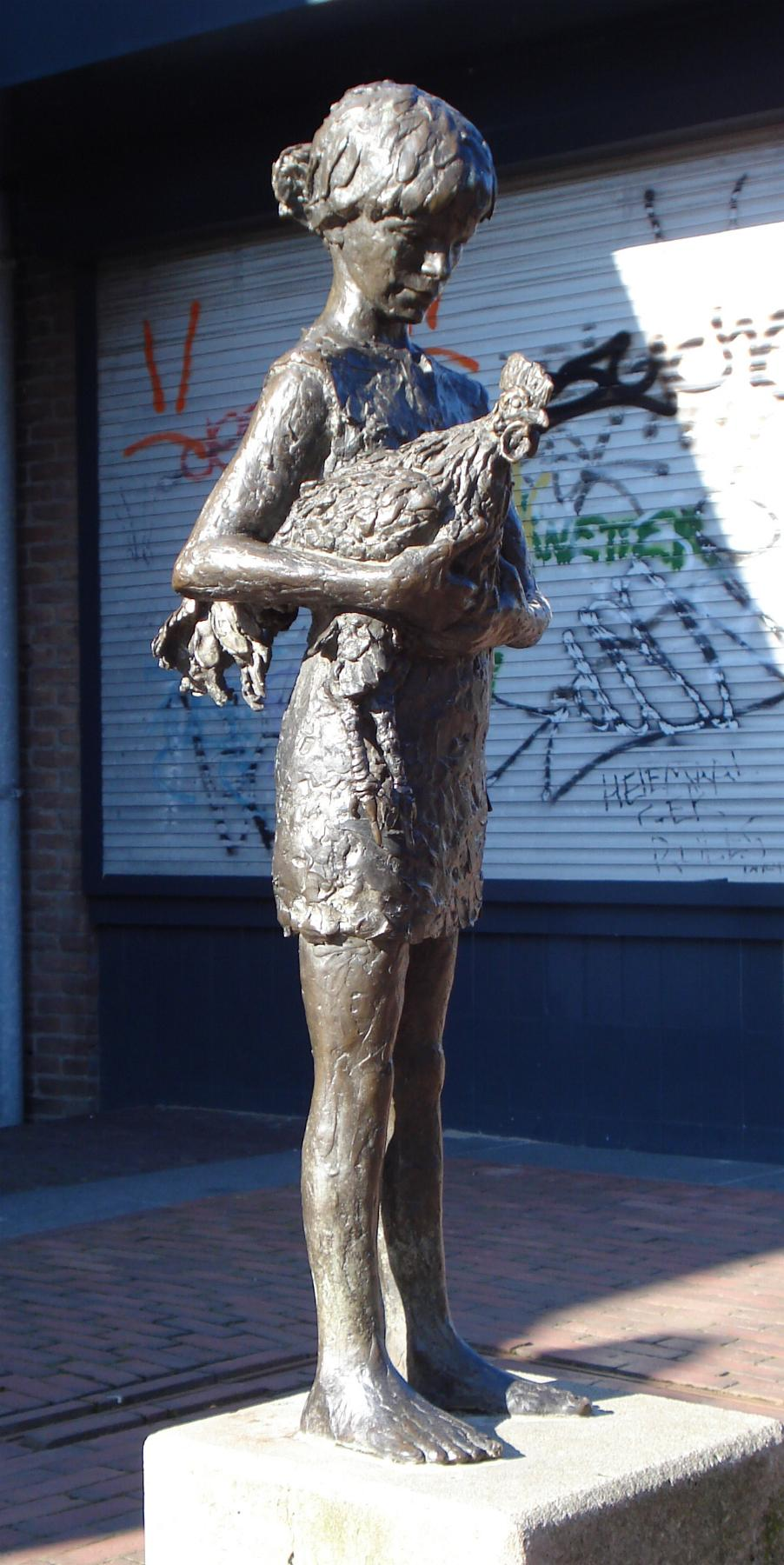
Meisje met haan, Barendrecht
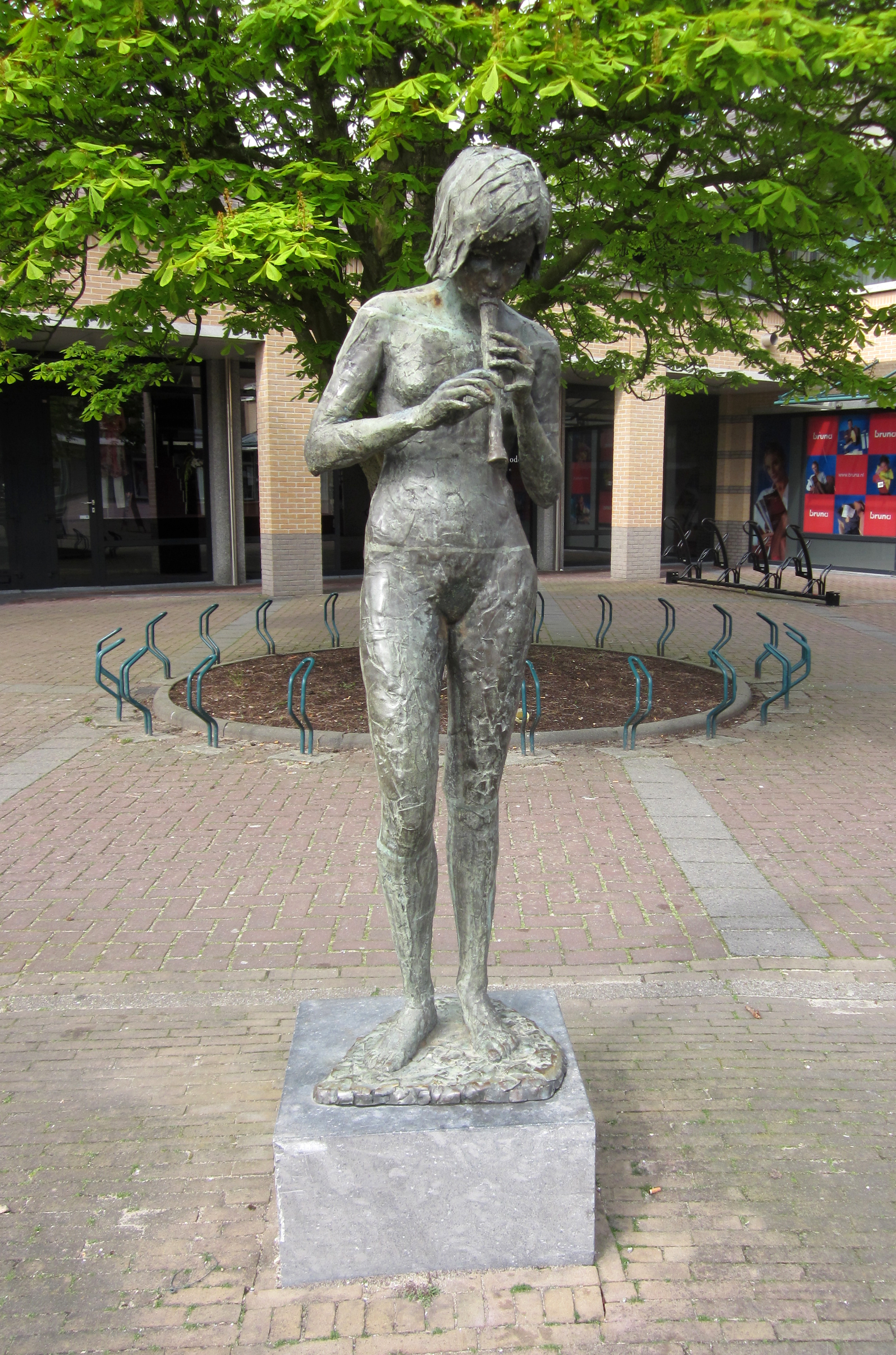
Muze, Heiloo
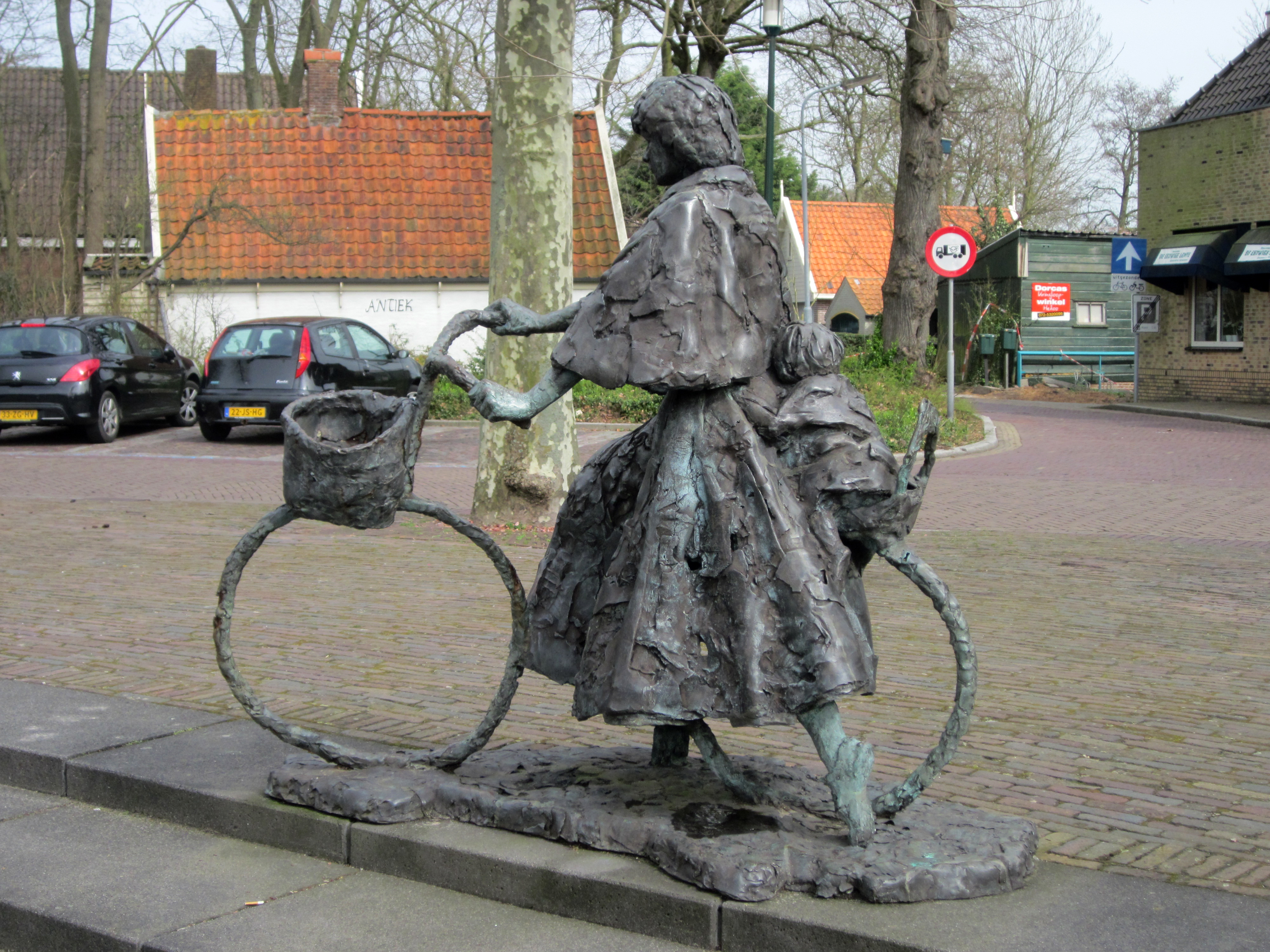
Naar 't Loo, Heiloo
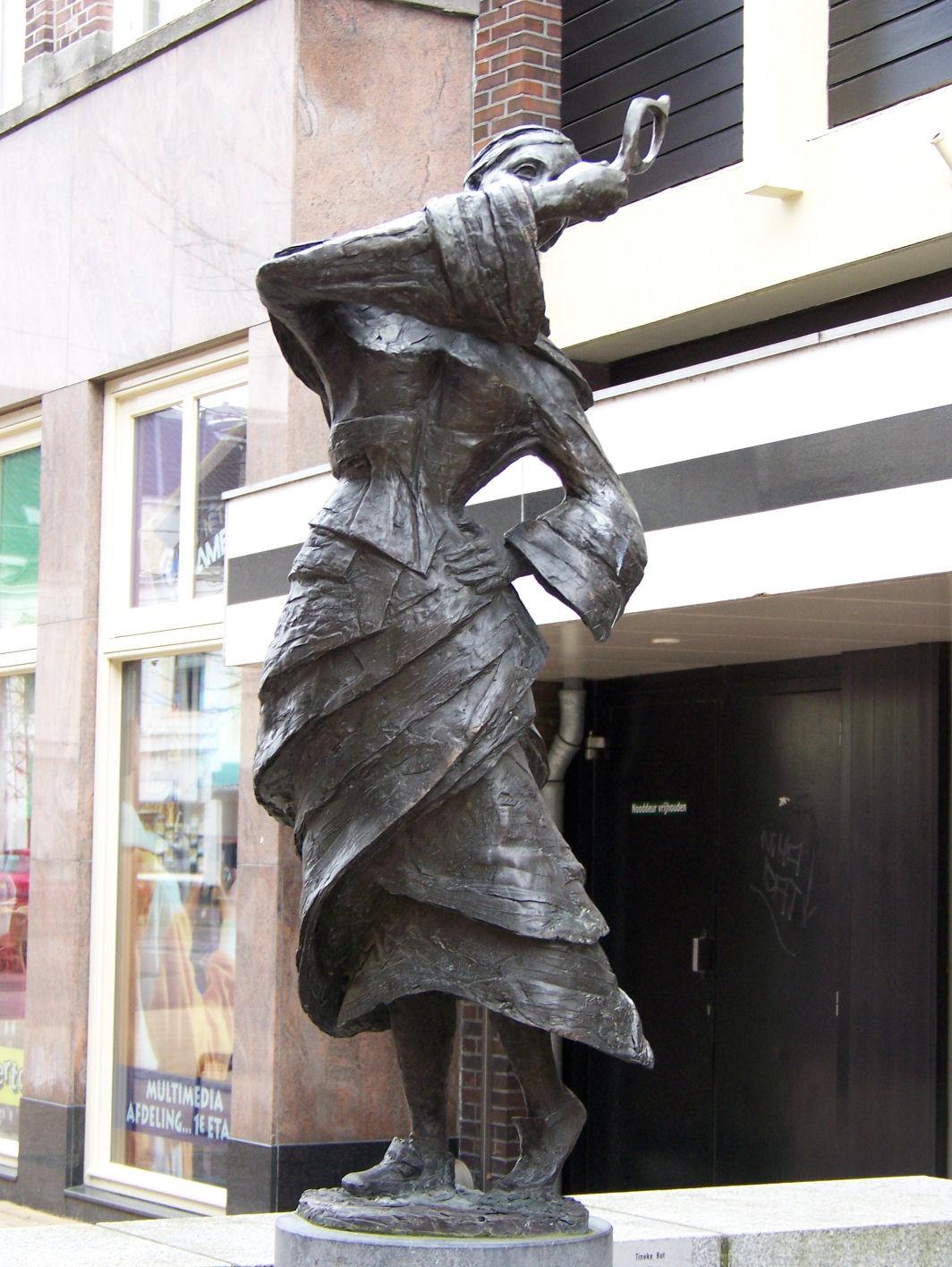
Le Miroir of Elegance, Assen
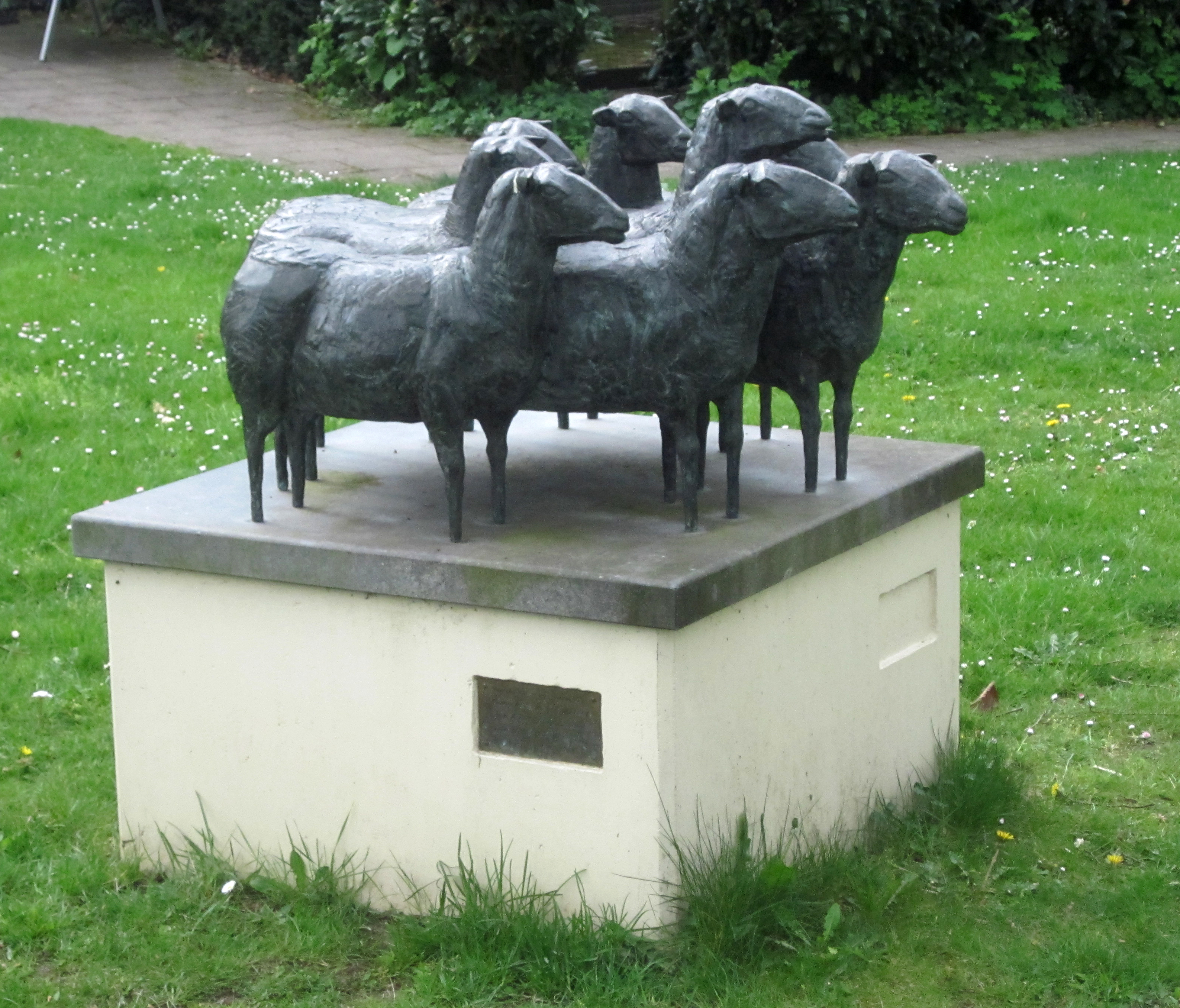
Schapen (1988), Blaricum
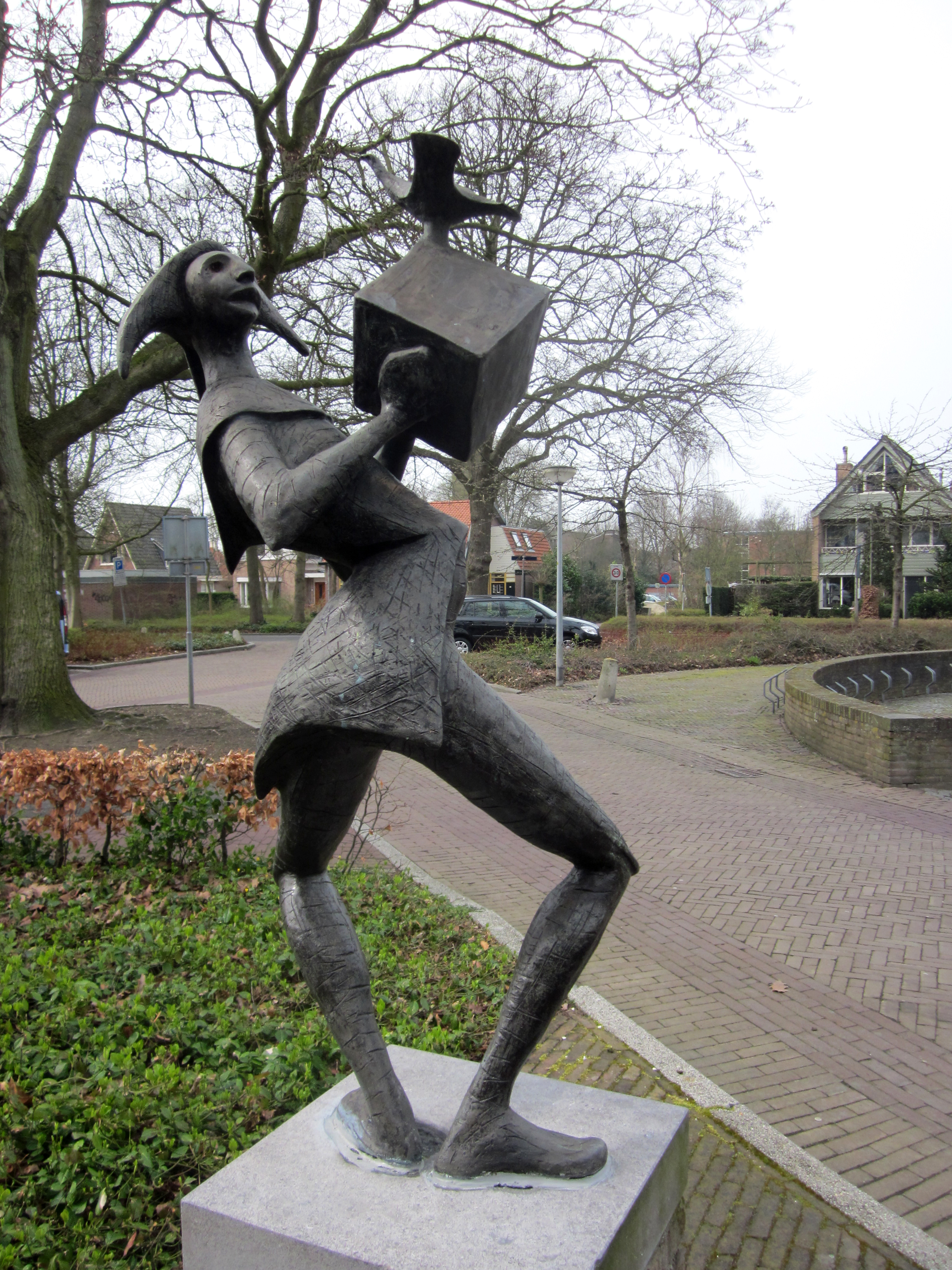
Pandor, Heiloo